# Alors on danse
«Alors on danse» (укр. Тож танцюємо) — пісня бельгійського виконавця Stromae, випущена у вересні 2009 року на його батьківщині, і в лютому 2010 в Росії, Бельгії, Албанії, Австрії, Болгарії, Данії, Німеччини, Греції, Італії, Люксембурзі, Нідерландах, Польщі, Румунії, Словаччини, Туреччини, Фінляндії, Франції, Чехії та Швейцарії. Успіх чекав її і в Північній Америці, де вона потрапила в ротацію канадської станції CKOI-FM.

## Відеокліп
Кліп був знятий в Бельгії в 2009 році. У головній ролі — сам Stromae. Історія показується з двох ракурсів одночасно.
Після важкого робочого дня, проведеного в офісі, Stromae вирішує побачити свою дитину. Але мати дитини не пустила його в будинок, після чого Stromae продовжує йти по вулиці. Бездомний забирає у нього піджак. Потім Stromae заходить в паб. Ставши п'яним, він починає співати на сцені, поки не падає без свідомості, після чого невідомий чоловік волочить його до офісу, в якому працює Stromae.

## Трек-лист
1. «Alors on danse» — 3:28
2. «Alors on danse» (Remix) — 2:51

UK iTunes — Мініальбом
1. «Alors on danse» (feat. Kanye West and Gilbere Forte) — 3:34
2. «Alors on danse» (feat. Erik Hassle) — 3:28
3. «Alors on danse» (Solo Remix) — 4:10
4. «Alors on danse» (Solo Dub Remix) — 4:09
5. «Alors on danse» (Mowgli Remix) — 6:25

## Чарти і сертифікації

### Чарти
| Чарт (2010)              | Місце |
| ------------------------ | ----- |
| Австрія                  | 6     |
| Бельгія (Валлонія)       | 2     |
| Denmark (Tracklisten)    | 4     |
| Нідерланди               | 2     |
| European Hot 100 Singles | 5     |
| Франція                  | 3     |
| Німеччина                | 7     |
| Італія                   | 7     |
| Румунія                  | 7     |
| Іспанія                  | 40    |
| Швейцарія                | 5     |